# Mönchsdeggingen
Mönchsdeggingen est une commune de Bavière (Allemagne), située dans l'arrondissement de Danube-Ries, dans le district de Souabe. Elle est connue pour son ancienne abbaye bénédictine.